# Michael Gottlieb Schuller
Michael Gottlieb Schuller, magyarosan: Schuller Mihály Gottlieb (Segesvár, 1802. november 2. – 1882. február 16.) ágostai evangélikus lelkész.

## Élete
Michael Schuller miklóstelki (Nagy-Küküllő megye) lelkész fia. Tanult ugyanott a gimnáziumban és 1823-tól 1826-ig a bécsi protestáns teológiai intézetben. Hazájába visszatérve az alsó osztályokban tanított, azután conrektor volt és 1840-től 1842-ig rektor a segesvári gimnáziumban. 1842-ben Szászdályán lett lelkész és 1845-ben Segesvárt városi lelkésznek hívták meg. Miután egy ideig a kisdi káptalan syndikusa volt, 1857-ben ezen káptalan választotta dékánjának. Mint az evangélikus papság követe Binder szuperintendenssel a tizedváltság ügyében működött; 1862. augusztus 6-án a medgyesi Gusztáv-Adolf-egylet közgyűlése által Nürnbergbe küldetett. A segesvári dékáni hivatalt 1867-ig viselte; 1865. november 10-től 1870-ig egyszersmind az erdélyi evangélikus egyház helyettes szuperintendense is volt. 1863-64-ben követ volt a nagyszebeni tartománygyűlésen, honnét kiküldve a bécsi Reichsrath alsóházának is tagja volt, 1880-ban nehéz testi szenvedésektől gyötörve, nyugalomba vonult.
A Siebenbürgisch-deutsches Wochenblattnak munkatársa volt.

## Munkái
- Ds Wort der Gustav-Adolf-Stiftung an uns. Rede zur Eröffnung der ersten Hauptversammlung des Gustav-Adolph-Vereins für Siebenbürgen am 5. August 1862.
- Uebersichtliche Zusammenstellung der mit 198 Stück Dokumenten belegten Schässburger evang. Kirchenkassen-Rechnung für das Jahr 1864, nebst Stiftungsfonds-Rechnung Nr. I. u. II. Uo. 1865
- Rechenschaftsbericht des Presbyteriums der evang. Gemeinde A. B. zu Sehässburg vom Jahre 1866. und vom J. 1867. Uo. 1867, 1868
- Predigt gehalten am ersten Ostertage 1870 in der Pfarrkirche Schässburg. Uo.

Követségi beszédeinek címét 1863-65-ből Schuller felsorolja.